# Tisserin de Bocage
Ploceus temporalis
Espèce
Statut de conservation UICN

 LC  : Préoccupation mineure
Le Tisserin de Bocage (Ploceus temporalis) est une espèce de passereaux de la famille des Ploceidae.

## Répartition
On le trouve en Angola, République démocratique du Congo et Zambie.